# 阿林娜·罗塔鲁-科特曼
阿林娜·罗塔鲁-科特曼（羅馬尼亞語：Alina Rotaru-Kottmann，1993年6月5日—），旧姓罗塔鲁（Rotaru），罗马尼亚女子田径运动员，2010年夏季青年奥运会女子跳远银牌得主、2017年世界大运会女子跳远金牌得主、2023年世界田径锦标赛女子跳远铜牌得主。